# Toril Førland
Toril Marit Førland, norveška alpska smučarka, * 24. april 1954, Oslo.
Nastopila je na Olimpijskih igrah 1972, kjer je dosegla deveto mesto v slalomu, enajsto v smuku in sedemnajsto v veleslalomu. S tem je osvojila bronasto medaljo svetovnega prvenstva v neolimpijski kombinaciji. V svetovnem pokalu je tekmovala pet sezon med letoma 1970 in 1974. V skupnem seštevku svetovnega pokala je bila najvišje na 24. mestu leta 1973.